# Ihor Pintschuk
Ihor Boryssowytsch Pintschuk (ukrainisch Ігор Борисович Пінчук, auch Igor Pinchuk; * 11. Oktober 1967 in Kiew) ist ein ehemaliger ukrainischer Basketballspieler.

## Laufbahn
Pinchuk spielte in der Ukraine bei BK Budivelnik Kiew und ZSKA Kiew sowie in der Slowakei bei BK Chemosvit Svit. Der 2,07 Meter messende Innenspieler wechselte 2000 zu den Schwelmer Baskets. 2004 gelang ihm mit der Mannschaft der Aufstieg in die Basketball-Bundesliga. Anschließend wurde er in Schwelm während der Bundesliga-Saison 2004/05 in 18 Partien eingesetzt.
Pintschuk blieb nach dem Ende seiner Spielerlaufbahn in Deutschland, brachte sich in die Jugendarbeit des Vereins Turngemeinde „Zur roten Erde“ von 1848 Schwelm ein. Sein Sohn Wolodymyr Pintschuk wurde ebenfalls Leistungsbasketballspieler.

### Nationalmannschaft
Mit der sowjetischen Auswahl nahm er 1986 an der Junioren-Europa- und 1987 an Junioren-Weltmeisterschaft teil. Bei der Junioren-EM 1986 gewann er mit der Mannschaft Silber, im Endspiel gegen Jugoslawien um Vlade Divac und Toni Kukoč erzielte Pintschuk sieben Punkte. 1990 gehörte er zum Aufgebot der Sowjetunion für die Weltmeisterschaft, wurde Vizeweltmeister, kam aber im Laufe des WM-Turniers wenig zum Einsatz.